# Barras (Alpes-de-Haute-Provence)
Pour les articles homonymes, voir Barras.
Barras [baʁas] est une commune française, située dans le département des Alpes-de-Haute-Provence en région Provence-Alpes-Côte d'Azur.
Le nom de ses habitants est Barrasiens.

## Géographie
Le village est situé à 625 m d’altitude.

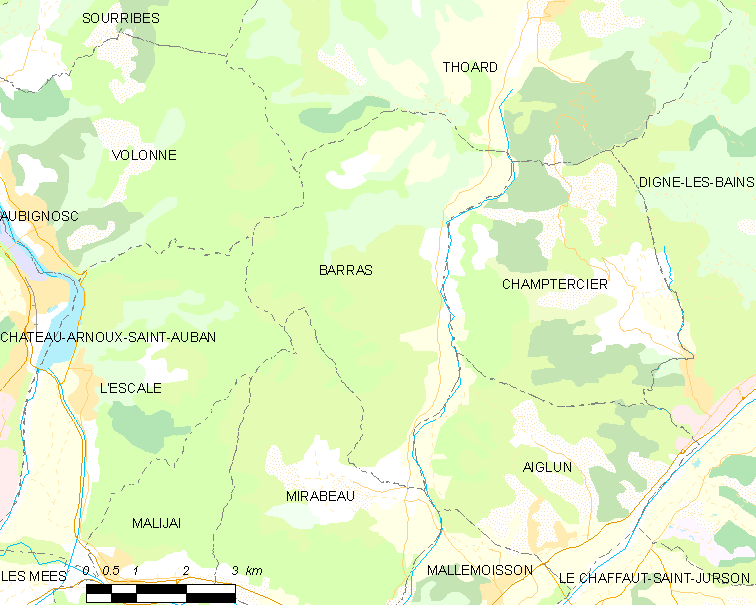
Barras et les communes voisines (cliquez sur la carte pour accéder à une grande carte avec la légende).

Les communes limitrophes de Barras sont Thoard, Champtercier, Aiglun, Mirabeau, L’Escale et Volonne.

### Relief
Le point culminant est au sommet du Ruth (1 298 m) ; le pic d’Oise (1 140 m, situé sur la commune de Champtercier) offre un très beau panorama.

### Risques naturels et technologiques
Aucune des 200 communes du département n'est en zone de risque sismique nul. Le canton de Digne-les-Bains-Ouest auquel appartient Barras est en zone 1b (risque faible) selon la classification déterministe de 1991, basée sur les séismes historiques, et en zone 4 (risque moyen) selon la classification probabiliste EC8 de 2011. La commune de Barras est également exposée à trois autres risques naturels :
- feu de forêt,
- inondation (dans la vallée de la Duyes),
- mouvement de terrain : la commune est presque entièrement concernée par un aléa moyen à fort[5].

La commune de Barras n’est exposée à aucun des risques d’origine technologique recensés par la préfecture, et aucun plan de prévention des risques naturels prévisibles (PPR) n’existe pour la commune. Le Dicrim n’existe pas non plus.
La commune a été l’objet de deux arrêtés de catastrophe naturelle, en 1994, pour des inondations et coulées de boue (un arrêté pour celles de l’hiver 1993-1994, et un pour celles de l’automne).

### Hydrographie
La commune est traversée par le torrent des Duyes.

### Transports
La commune est traversée par la route départementale RD 17 qui dessert la vallée de la Duyes.

### Climat
Pour des articles plus généraux, voir Climat de Provence-Alpes-Côte d'Azur et Climat des Alpes-de-Haute-Provence.
En 2010, le climat de la commune est de type climat méditerranéen altéré, selon une étude du Centre national de la recherche scientifique s'appuyant sur une série de données couvrant la période 1971-2000. En 2020, Météo-France publie une typologie des climats de la France métropolitaine dans laquelle la commune est exposée à un climat de montagne ou de marges de montagne et est dans la région climatique Alpes du sud, caractérisée par une pluviométrie annuelle de 850 à 1 000 mm, minimale en été.
Pour la période 1971-2000, la température annuelle moyenne est de 10,7 °C, avec une amplitude thermique annuelle de 17,3 °C. Le cumul annuel moyen de précipitations est de 830 mm, avec 6,6 jours de précipitations en janvier et 4,7 jours en juillet. Pour la période 1991-2020, la température moyenne annuelle observée sur la station météorologique de Météo-France la plus proche, « Saint-Auban », sur la commune de Château-Arnoux-Saint-Auban à 8 km à vol d'oiseau, est de 13,4 °C et le cumul annuel moyen de précipitations est de 714,2 mm. 
La température maximale relevée sur cette station est de 42,2 °C, atteinte le 28 juin 2019 ; la température minimale est de −13,4 °C, atteinte le 10 janvier 1985,,.
Les paramètres climatiques de la commune ont été estimés pour le milieu du siècle (2041-2070) selon différents scénarios d'émission de gaz à effet de serre à partir des nouvelles projections climatiques de référence DRIAS-2020. Ils sont consultables sur un site dédié publié par Météo-France en novembre 2022.

## Urbanisme

### Typologie
Au 1er janvier 2024, Barras est catégorisée commune rurale à habitat très dispersé, selon la nouvelle grille communale de densité à 7 niveaux définie par l'Insee en 2022.
Elle est située hors unité urbaine. Par ailleurs la commune fait partie de l'aire d'attraction de Digne-les-Bains, dont elle est une commune de la couronne,. Cette aire, qui regroupe 34 communes, est catégorisée dans les aires de moins de 50 000 habitants,.

### Occupation des sols
L'occupation des sols de la commune, telle qu'elle ressort de la base de données européenne d’occupation biophysique des sols Corine Land Cover (CLC), est marquée par l'importance des forêts et milieux semi-naturels (76,1 % en 2018), une proportion sensiblement équivalente à celle de 1990 (75,3 %). La répartition détaillée en 2018 est la suivante : 
milieux à végétation arbustive et/ou herbacée (49,2 %), forêts (27 %), terres arables (16,8 %), zones agricoles hétérogènes (4,9 %), prairies (2,1 %).
L'évolution de l’occupation des sols de la commune et de ses infrastructures peut être observée sur les différentes représentations cartographiques du territoire : la carte de Cassini (XVIIIe siècle), la carte d'état-major (1820-1866) et les cartes ou photos aériennes de l'IGN pour la période actuelle (1950 à aujourd'hui).

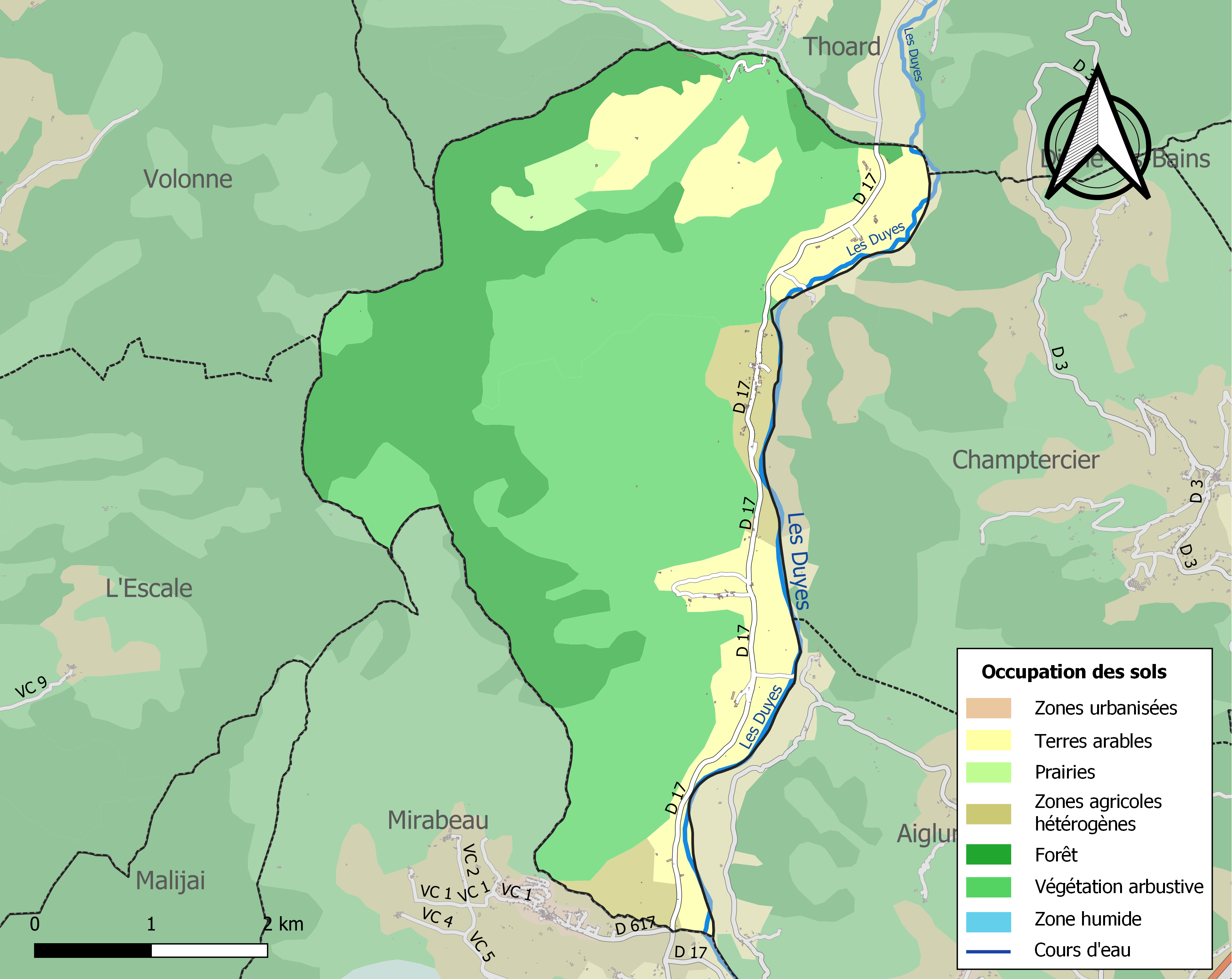
Carte de l'occupation des sols de la commune en 2018 (CLC).

## Toponymie
La localité apparaît pour la première fois dans les textes en 1202 (de Barracio), sous la forme Albarasco au XIIIe siècle.
Barràs en provençal
Selon Charles Rostaing, il se constitue sur la racine oronymique (désignant une montagne) *BAR. Selon Ernest Nègre, il est formé sur le gaulois barro, avec le suffixe augmentatif -as,, définissant un sommet assez caractéristique, pour être immédiatement identifiable.
Le toponyme La Garde, au-dessus de Tournefort, peut faire référence à un habitat fortifié des IXe et Xe siècles et le toponyme des Bourguignons fait référence au nom de peuple.

## Histoire
Dans l’Antiquité, les Bodiontiques (Bodiontici) peuplaient la vallée de la Bléone et ses affluents, et étaient donc le peuple gaulois qui vivait dans l’actuelle commune de Barras. Les Bodiontiques, qui sont vaincus par Auguste en même temps que les autres peuples présents sur le Trophée des Alpes (avant 14 av. J.-C.), sont rattachés à la province des Alpes-Maritimes lors de sa création. Un habitat antique se trouvait aux lieux-dits Saint-Pierre et Chapelier, au sud du village. Le prieuré de l’abbaye de Ganagobie a pu s’y trouver : il existait au XIe siècle.
En 1070, un certain Féraud fait don du fief de Beaucouse (aujourd’hui dans la commune de Thoard) à l’abbaye Saint-Victor de Marseille. L’essentiel du territoire de la commune de Barras relève de ce fief, donc Barras a pour seigneur l’abbaye Saint-Victor. À cette époque, il y avait un grand domaine (villa) à Saint-Domnin, où l’abbaye installe un prieuré, qui a dû passer à l’évêque de Gap au XIVe siècle.

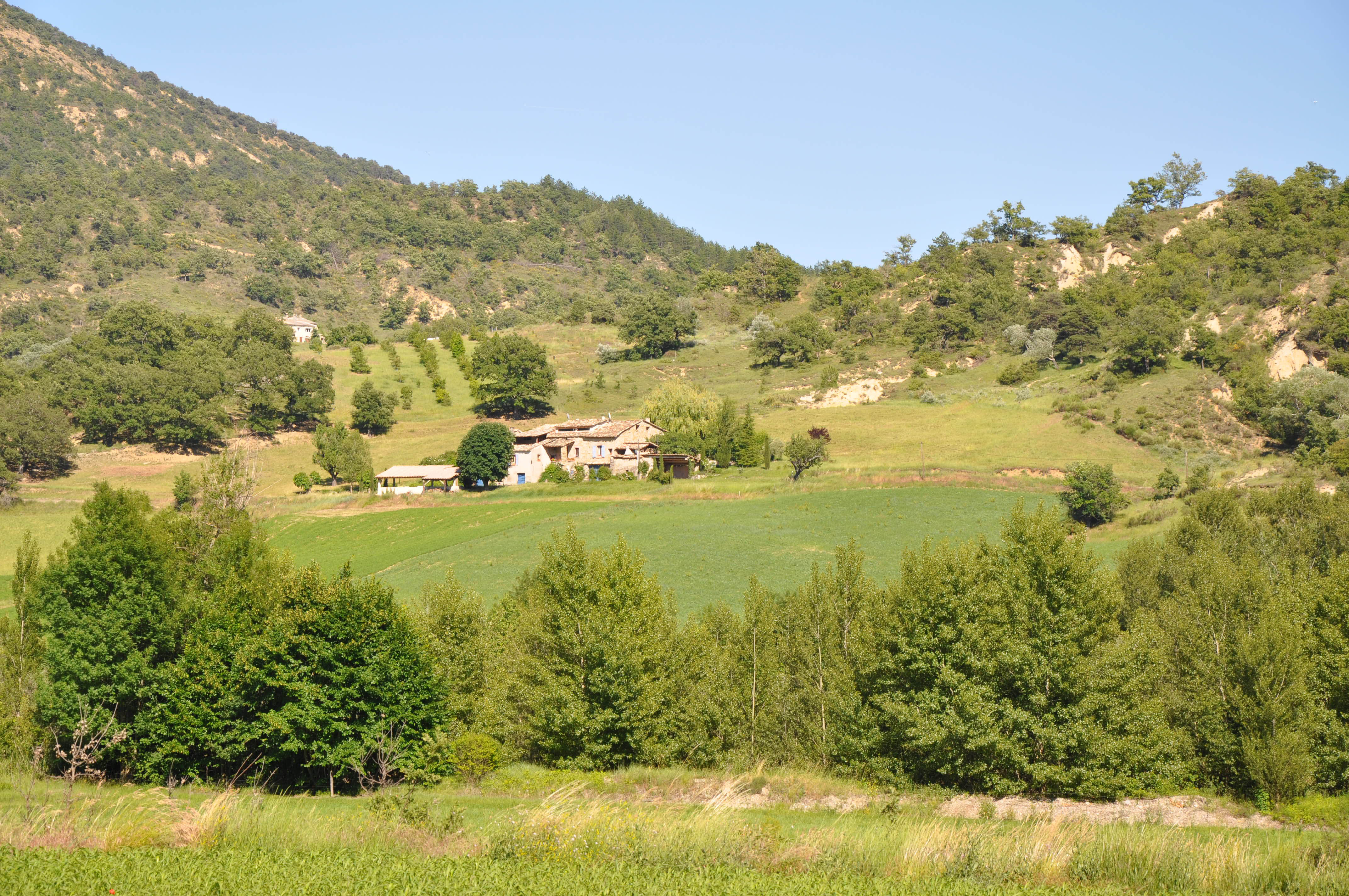
Hameau de Barras, reliquat de l’habitat dispersé médiéval.

La communauté médiévale de Barras se caractérise par l’habitat dispersé. Elle compte 37 feux au dénombrement de 1315. Elle est fortement dépeuplée par la crise du XIVe siècle (Peste noire et guerre de Cent Ans) et est complètement annihilée au dénombrement en 1471. Le fief de Barras, plus petit, appartient aux comtes de Provence jusqu’en 1297, lorsque Charles II de Provence le donne à une famille noble qui prend le nom de son fief (famille de Barras donc). Cette famille perdura jusqu'au XIXe siècle et donna de nombreux officiers tels que Jean-Antoine de Barras de la Penne (1650-1730) et que Jacques-Melchior Barras de Saint-Laurent (1719-1793).[Interprétation personnelle ?]
La communauté de Tournefort était plus importante que celle de Barras au Moyen Âge : elle comptait 48 feux en 1315. Mais elle est elle fortement dépeuplée par la crise du XIVe siècle, déclarée inhabitée en 1400 et annexée par celle de Barras au XVe siècle. À la même époque, des  routiers s’emparent du château de Tournefort et menacent la région par leurs raids et leurs pillages. Après le siège réussi du château de Briançonnet (dans le même cas), l’armée levée par Sisteron vient mettre le siège devant celui de Tournefort en 1393 et en expulse les brigands.
L’église dépendait de l’abbaye de Chardavon (actuellement dans la commune de Saint-Geniez), abbaye qui percevait les revenus attachés à cette église.
La société patriotique de Barras est créée en 1791 : c’est l'une des premières des Basses-Alpes, cette précocité étant probablement due au fait que son curé, Jean Gaspard Gassend est député aux États généraux. Elle correspond à la fois avec le club des Jacobins et celui des Feuillants.
Le coup d'État du 2 décembre 1851 commis par Louis-Napoléon Bonaparte contre la Deuxième République provoque un soulèvement armé dans les Basses-Alpes, en défense de la Constitution. Après l’échec de l’insurrection, une sévère répression poursuit ceux qui se sont levés pour défendre la République : 5 habitants de Barras sont traduits devant la commission mixte.
Comme de nombreuses communes du département, Barras se dote d’une école bien avant les lois Jules Ferry : en 1863, elle une école dispensant déjà une instruction primaire aux garçons. Par contre, aucune instruction n’est donnée aux filles : ni la loi Falloux (1851) qui impose l’ouverture d’une école de filles aux communes de plus de 800 habitants, ni la première loi Duruy (1867), qui abaisse ce seuil à 500 habitants, ne concernent Barras,. La deuxième loi Duruy (1877) lui permet, grâce aux subventions de l’État, de construire une école neuve, mais ce n’est qu’avec les lois Ferry que les filles du village sont scolarisées.
Jusqu’au milieu du XXe siècle, la vigne était cultivée à Barras. Le vin produit, de qualité médiocre, était destiné à l’autoconsommation. Cette culture est aujourd’hui abandonnée. De la même façon, l’olivier, cultivé sur de petites surfaces au XIXe siècle, jusqu’à l’altitude de 600 mètres, exceptionnellement jusqu’à 700 mètres, a aujourd’hui disparu.

### Héraldique
| Blason de Barras | Blason  | Fascé d'or et d'azur de six pièces.              |
| Blason de Barras | Détails | Le statut officiel du blason reste à déterminer. |

## Politique et administration

### Municipalité
| Période                                  | Période                       | Identité       | Étiquette | Qualité                                             |
| ---------------------------------------- | ----------------------------- | -------------- | --------- | --------------------------------------------------- |
| mai 1945                                 |                               | Danton Legay   | Résistant | ancien Résistant, se présente sous cette étiquette. |
|                                          |                               |                |           |                                                     |
| mars 2001                                | mars 2008                     | Bertin Jassend |           |                                                     |
| mars 2008                                | En cours (au 21 octobre 2014) | Rémy Gravière, | DVG       | Agriculteur                                         |
| Les données manquantes sont à compléter. |                               |                |           |                                                     |

### Intercommunalité
Barras a fait partie, de 1992 à 2016, de la communauté de communes des Duyes et Bléone. Celle-ci a fusionné avec d'autres communautés de communes pour constituer la communauté d'agglomération Provence-Alpes Agglomération, existant depuis le 1er janvier 2017.

### Enseignement
La commune est dotée d’une école primaire.

## Démographie
L'évolution du nombre d'habitants est connue à travers les recensements de la population effectués dans la commune depuis 1765. Pour les communes de moins de 10 000 habitants, une enquête de recensement portant sur toute la population est réalisée tous les cinq ans, les populations de référence des années intermédiaires étant quant à elles estimées par interpolation ou extrapolation. Pour la commune, le premier recensement exhaustif entrant dans le cadre du nouveau dispositif a été réalisé en 2008.

En 2022, la commune comptait 142 habitants, en évolution de +2,9 % par rapport à 2016 (Alpes-de-Haute-Provence : +2,84 %, France hors Mayotte : +2,11 %).
| 1765 | 1793 | 1806 | 1821 | 1831 | 1836 | 1841 | 1846 | 1851 |
| ---- | ---- | ---- | ---- | ---- | ---- | ---- | ---- | ---- |
| 291  | 326  | 285  | 244  | 282  | 307  | 273  | 277  | 299  |

| 1856 | 1861 | 1866 | 1872 | 1876 | 1881 | 1886 | 1891 | 1896 |
| ---- | ---- | ---- | ---- | ---- | ---- | ---- | ---- | ---- |
| 291  | 282  | 258  | 269  | 261  | 267  | 223  | 202  | 186  |

| 1901 | 1906 | 1911 | 1921 | 1926 | 1931 | 1936 | 1946 | 1954 |
| ---- | ---- | ---- | ---- | ---- | ---- | ---- | ---- | ---- |
| 167  | 165  | 162  | 155  | 153  | 135  | 123  | 130  | 100  |

| 1962 | 1968 | 1975 | 1982 | 1990 | 1999 | 2006 | 2008 | 2013 |
| ---- | ---- | ---- | ---- | ---- | ---- | ---- | ---- | ---- |
| 113  | 109  | 93   | 84   | 111  | 121  | 148  | 156  | 138  |

| 2018 | 2022 | - | - | - | - | - | - | - |
| ---- | ---- | - | - | - | - | - | - | - |
| 145  | 142  | - | - | - | - | - | - | - |

| 1315    | 1471      |
| ------- | --------- |
| 37 feux | inhabitée |

L’histoire démographique de Barras, après la saignée des XIVe et XVe siècles et le long mouvement de croissance jusqu’au début du XIXe siècle, est marquée par une période d’« étale » où la population reste relativement stable à un niveau élevé. Cette période dure de 1806 à 1861. L’exode rural provoque ensuite un mouvement de recul démographique de longue durée. En 1926, la commune a perdu plus de la moitié de sa population par rapport au maximum historique de 1836. Le mouvement de baisse ne s'interrompt que dans les années 1980. Depuis, la population de Barras a repassé le seuil de 150 habitants, équivalant à la moitié de celle de 1836.

## Économie

### Aperçu général
En 2009, la population active s'élevait à 66 personnes, dont 3 chômeurs (11 fin 2011). Ces travailleurs sont majoritairement salariés (76 %) et travaillent majoritairement hors de la commune (77 %). L'essentiel des actifs de la commune sont employés dans l’agriculture, avec 13 établissements et 5 emplois salariés. L'industrie et la construction fournit 20 % des emplois salariés de la commune.

### Agriculture
Fin 2010, le secteur primaire (agriculture, sylviculture, pêche) comptait treize établissements actifs au sens de l’Insee et cinq emplois salariés.
Le nombre d’exploitations, selon l’enquête Agreste du ministère de l’Agriculture, est en légère augmentation dans les années 2000, passant de dix à onze, essentiellement des élevages ovins et bovins. De 1988 à 2000, la surface agricole utile (SAU) a fortement augmenté, de 311 ha à 1289, alors que le nombre d'exploitations baissait (de 14 à 11). La SAU a légèrement diminué lors de la dernière décennie, mais reste à un niveau élevé, à 1 215 ha.
La commune est incluse dans le périmètre du label Huile d'olive de Provence AOC.

### Industrie
Fin 2010, le secteur secondaire (industrie et construction) comptait un seul établissement, employant 18 (17 en 2012) salariés, l’Atelier de la vallée des Duyes, qui est une entreprise adaptée, spécialisée dans l’emballage.

### Activités de service
Fin 2010, le secteur tertiaire (commerces, service) comptait 5 établissements (sans aucun emploi salarié), auxquels s'ajoutent les quatre établissements administratifs (salariant trois personnes).
D'après l’Observatoire départemental du tourisme, la fonction touristique est d’une importance secondaire pour la commune, avec moins de un touriste accueilli par habitant, la commune ne comptant aucune structure d’hébergement : ni hôtel, ni camping, ni gîte ou refuge, ni meublés ou chambres d’hôtes.
Les résidences secondaires ne sont que cinq sur la commune.

## Lieux et monuments
- Église Saint-Nicolas

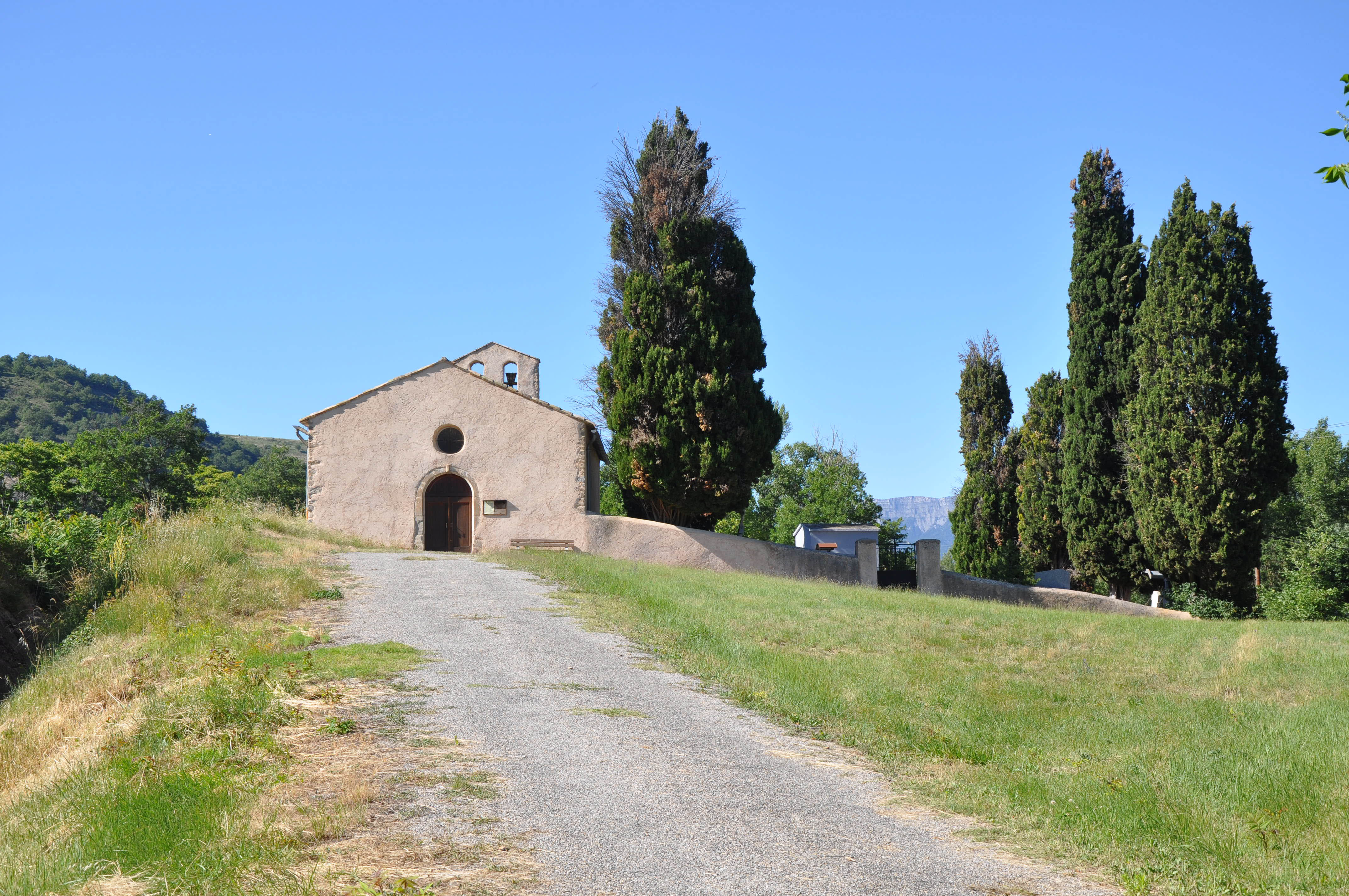
Chapelle Saint-Pierre et cimetière.

La commune compte également trois chapelles en ruines :
- la chapelle Saint-Louis de 1732 au village, avec un petit clocher, transformée en poulailler[58] ;
- la chapelle Saint-Pierre du cimetière, romane, est l’ancienne église paroissiale[24] ;
- la chapelle Saint-Valentin, sur une hauteur dominant le village de Mirabeau, existait au XVIIe siècle, mais tombe en ruines dès la fin du XIXe siècle[24].

## Personnalités liées à la commune
- Jean Gaspard Gassend, député aux États généraux de 1789.
- Paul Barras (1755-1829), révolutionnaire, fut vicomte de Barras.

## Pour approfondir